# 泽维尔·麦克丹尼尔
泽维尔·麦克丹尼尔（英語：Xavier McDaniel，1963年6月4日—），美国NBA联盟前职业篮球运动员。